# Ochoco West
Ochoco West az Amerikai Egyesült Államok északnyugati részén, Oregon állam Crook megyéjében elhelyezkedő statisztikai település. A 2020. évi népszámlálási adatok alapján 432 lakosa van.